# Stenocephalidae
Stenocephalidae Dallas, 1852, è una piccola famiglia cosmopolita di insetti Pentatomomorfi dell'ordine Rhynchota Heteroptera, superfamiglia Coreoidea.

## Descrizione
Gli insetti di questa famiglia hanno un corpo oblungo, di medie dimensioni, con livrea di colore bruno o bruno-giallastro.
Il capo ha antenne e  rostro di 4 segmenti ed è provvisto di ocelli. Il torace mostra il pronoto di forma trapezoidale. Le emielitre hanno la membrana con due cellule basali, una grande e una piccola, da cui partono numerose nervature longitudinali.

## Biologia
Sono insetti fitofagi e polifagi, ma spesso sono associati a piante della famiglia delle Euphorbiaceae. Le specie europee svernano sotto i sassi.

## Sistematica
Secondo Coreoidea Species File Online la famiglia comprende 16 specie riunite nell'unico genere Dicranocephalus: 
- Dicranocephalus agilis (Scopoli, 1763)
- Dicranocephalus albipes (Fabricius, 1781)
- Dicranocephalus alticolus (Zheng, 1981)
- Dicranocephalus aroonanus Brailovsky, Barrera, Göllner-Scheiding & Cassis, 2001
- Dicranocephalus caffer (Dallas, 1852)
- Dicranocephalus femoralis (Reuter, 1888)
- Dicranocephalus ganziensis Ren, 1990
- Dicranocephalus hirsutus Moulet, 1993
- Dicranocephalus insularis (Dallas, 1852)
- Dicranocephalus lateralis (Signoret, 1879)
- Dicranocephalus marginatus (Ferrari, 1874)
- Dicranocephalus marginicollis (Puton, 1881)
- Dicranocephalus pallidus (Signoret, 1879)
- Dicranocephalus panelli Lindberg, 1959
- Dicranocephalus putoni (Horváth, 1897)
- Dicranocephalus setulosus (Ferrari, 1874)

Secondo altre fonti vi sono invece comprese oltre 30 specie ripartite fra i generi Dicranocephalus e Psotilnus.

## Distribuzione e habitat
La famiglia è diffusa principalmente nelle regioni orientali del mondo e, in particolare, nelle zone tropicali. In Europa è rappresentata da sette specie: Dicranocephalus agilis, D. albipes, D. insularis, D. medius, D. pallidus e D. setulosus.
In Italia sono presenti tutte le specie citate, ad eccezione di D. insularis e D. pallidus.